# 聖公會油塘基顯小學
聖公會油塘基顯小學（英語：S.K.H. Yautong Kei Hin Primary School），是一所聖公會屬下的小學，於2005年創校。校訓為「非以役人，乃役於人」。聖公會油塘基顯小學前身為1968年創辦的聖公會基顯小學上午校，於2005年9月1日起因基顯小學轉為全日制而遷到油塘新校舍，並改名為「聖公會油塘基顯小學」。

## 歷史
1968年：本校在牛頭角創校。
1972年：獲教育署邀請開展活動教學。
2003年 ：開始推動課研。
2005年9月1日：因基顯小學轉為全日制而遷到油塘新校舍，並改名為「聖公會油塘基顯小學」。

## 歷任校長
- 2005年9月-2011年6月：李少鶴先生
- 2011年9月-2015年8月：關秀芸女士
- 2015年9月-2021年8月：王彩娣女士
- 2021年9月-：蘇詠思女士

## 辦學圑體
聖公宗（香港）小學監理委員會有限公司。

## 校訓
「非以役人，乃役於人」

## 聖公會小學校歌
美哉我聖公會學校，林立港九，遠近蜚聲，本主基督博愛精神，樂聚群英。
格我以誠，導我以正，仁義為準，道德為繩， 良師益友切磋砥礪，培育心靈。
節儉習慣養成，刻苦精神充盈，德、智、體、群、美，應與日俱增。
乃役於人，仰我校訓，學子自當拳拳服膺，努力前程，修身立行，榮耀我主名。

## 著名校友
- 蘇雅琳：香港女子組合COLLAR成員

## 外部連結
- 聖公會油塘基顯小學官方網站 （页面存档备份，存于）